# Ufer-Schnabeldeckelmoos
Das Ufer-Schnabeldeckelmoos (Platyhypnidium riparioides, Syn.: Rhynchostegium riparioides), auch Mäusedornmoos genannt, ist eine Moosart aus der Familie Brachytheciaceae.

## Erkennungsmerkmale
Die kräftigen, bis 15 cm langen, miteinander verwebten, glänzenden Pflanzen sind an den unteren, älteren Teilen dunkelgrün gefärbt, an den oberen Teilen jedoch lebhaft grün. Die unregelmäßig verzweigten Stämmchen haften dem Substrat mit Rhizoiden an. Die sowohl feucht als auch trocken abstehenden Blätter sind eiförmig, schmal, schwach hohl und zwischen 1,8 und 2,9 mm lang. Der Blattrand ist gesägt und häufiger etwas umgeschlagen. Die Blattrippe erreicht etwa 3/4 des Blattes. Die linealischen, wurmförmigen Laminazellen werden etwa 50 bis 100 µm lang und 5 bis 9 µm breit. Die Blattflügelzellen sind mehr oder minder rechteckig geformt. Die dickwandigen Blattgrundzellen sind (oft undeutlich) getüpfelt. Die glatte, rötliche Seta trägt eine gekrümmte, ovale, nickend oder wenig aufrechte Kapsel, die trocken unter der Mündung verengt ist. Sporogone werden gewöhnlich mäßig häufig zwischen August und April gebildet. Verwechslungsgefahren bestehen mit Amblystegium riparium und Brachythecium rivulare.

## Vorkommen

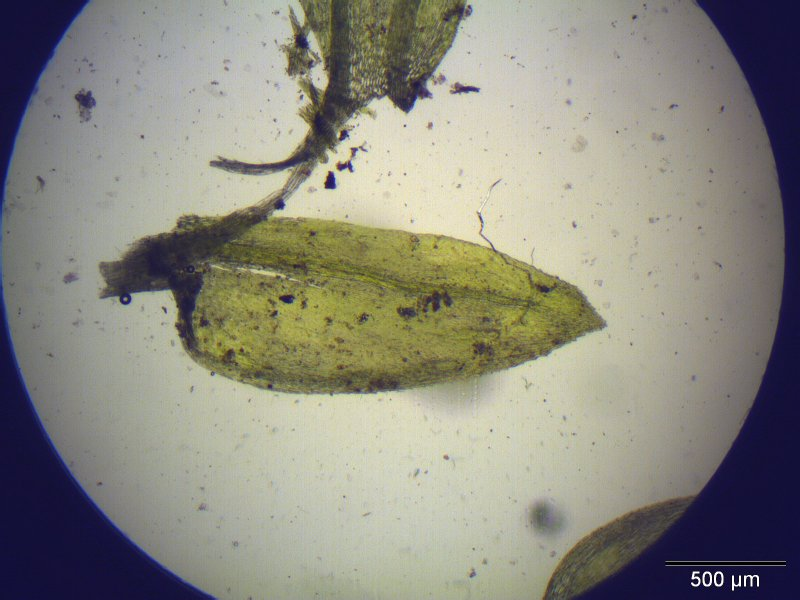
Blatt

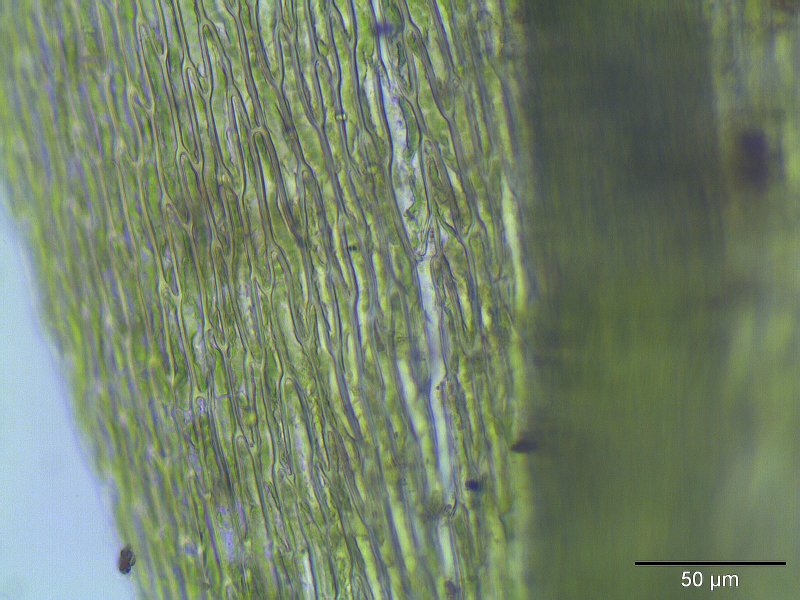
Laminazellen

Das Moos siedelt vor allem in oligo- bis eutrophen Gewässer, wobei es kalkreiches Wasser vorzieht. Es ist relativ unempfindlich gegenüber Eutrophierungen. Dabei kommt es meist in schnell fließenden, sauerstoffreichen Bächen und Flüssen auf Gestein an beschatteten Standorten nahe der Oberfläche vor. In tieferen Wasserschichten wird es häufig von Fontinalis antipyretica abgelöst.
Es kommt auf der gesamten Nordhemisphäre vor, sowie in Südamerika und in Afrika.  In Mitteleuropa ist es in den Bergen häufig, ansonsten seltener.